# Fédération Force ouvrière des personnels des services publics et des services de santé
 (juin 2023).
La Fédération Force Ouvrière des personnels des Services Publics et des Services de Santé a été créée le 9 janvier 1948, pour défendre les intérêts matériels et moraux des personnels des services publics et des services de santé.

## Historique
La Fédération Force Ouvrière des personnels des Services Publics et des Services de Santé a connu plusieurs secrétaires généraux, notamment Jacques Bonnore (1913-1984) de 1958 à 1973, Félix Fortin (1924-1988) de 1973 à 1984, René Champeau (1928-2014) de juin 1986 à octobre 1991, puis Alain Brousseau et Camille Ordronneau de 1991 à 2002, puis Jean Marie Bellot (1951-2010) de mars 2002 à mars 2008 et  Didier Bernus de 2008 à 2016, puis Yves Kottelat de 2016 à 2019.

## Actions
La Fédération Force Ouvrière des personnels des Services Publics et des Services de Santé a contribué à obtenir les acquis suivants :
- La protection sociale (couverture maladie - prestations familiales - retraite)
- Les congés payés
- 39 H au lieu de 45 H hebdomadaires
- Le statut des personnels
- Le droit à la formation
- L'accès aux œuvres sociales[4]

## Représentativité
Selon l'Institut Supérieur du Travail, la Fédération Force Ouvrière des personnels des Services Publics et des Services de Santé syndique en 2007 135 000 adhérents.
Lors des élections professionnelles de 2014, Force Ouvrière obtient 121 845 voix dans la fonction publique hospitalière, soit 23,77% des suffrages exprimés (au lieu de 22,78% lors du scrutin de 2011), ce qui lui permet de se voir attribuer cinq sièges au conseil supérieur de la fonction publique hospitalière.

## Siège
Fédération F.O des personnels des services publics et des services de santé, 153 - 155 rue de Rome, 75017 Paris.